# Israël op het Eurovisiesongfestival 2021
Israël nam deel aan het Eurovisiesongfestival 2021 in Rotterdam, Nederland. Het was de 44ste deelname van het land aan het Eurovisiesongfestival. KAN was verantwoordelijk voor de Israëlische bijdrage voor de editie van 2021.

## Selectieprocedure
Nadat het Eurovisiesongfestival 2020 werd geannuleerd vanwege de COVID-19-pandemie, maakte de Israëlische omroep bekend dat Eden Alene, die eerder intern geselecteerd was voor deelname aan het festival in 2020, een nieuwe kans kreeg om Israël te vertegenwoordigen. Net als in 2020 werd er een nationale finale georganiseerd waarin het grote publiek kon stemmen op het nummer waarmee ze naar Rotterdam mocht trekken. Geïnteresseerden kregen van 16 september tot 15 oktober 2020 de tijd om een bijdrage in te zenden. Er werden uiteindelijk 220 inzendingen ontvangen, waaruit een vakjury negen nummers selecteerde voor de volgende fase van de competitie.
Op 2 december 2020 werden de negen demo's online gezet door KAN. Het grote publiek kreeg tot 13 december 2020 de tijd om een favoriet te selecteren. De demo's werden niet ingezongen door Eden Alene. Uit deze fase ging de top twee door naar de finale, aangevuld met een wildcard uitgereikt door een vakjury. Tussen 19 en 25 januari 2021 kon het grote publiek vervolgens online stemmen op een van de drie nummers, die ditmaal wel door Alene waren ingezongen. In een show met als titel HaShir Shelanu L'Eurovizion die uitgezonden werd op 25 januari 2021 werd uiteindelijk bekendgemaakt dat Eden Alene met Set me free naar Rotterdam zou afreizen.

## HaShir Shelanu L'Eurovizion

### Eerste ronde
| Plaats | Lied                   | Stemmen |
| ------ | ---------------------- | ------- |
| 1      | La la love             | ?       |
| 2      | Set me free            | ?       |
| 3      | Ue la la               | ?       |
| 4      | Shoulders              | 12,1%   |
| 5      | Spilling magic         | 10,4%   |
| 6      | Can't stop a hurricane | 8,9%    |
| 7      | Flying                 | 8,7%    |
| 8      | Coming out             | 7,3%    |
| 9      | Rise up today          | 7,2%    |

### Tweede ronde
| Plaats | Lied        | Stemmen |
| ------ | ----------- | ------- |
| 1      | Set me free | 71,3%   |
| 2      | La la love  | 17,2%   |
| 3      | Ue la la    | 11,5%   |

## In Rotterdam
Israël trad aan in eerste halve finale, op dinsdag 18 mei 2021. Eden Alene was als twaalfde van zestien acts aan de beurt, net na Hooverphonic uit België en gevolgd door Roxen uit Roemenië. Israël eindigde uiteindelijk op de vijfde plaats met 192, waarmee het zich verzekerde van een plek in de finale.
In de finale was Eden Alene als derde van 26 acts aan de beurt, net na Anxhela Peristeri uit Albanië en gevolgd door Hooverphonic uit België. Uiteindelijk eindigde Israël op de zeventiende plek, met 93 punten.
1973 · 1974 · 1975 · 1976 · 1977 · 1978 · 1979 · 1980 · 1981 · 1982 · 1983 · 1984 · 1985 · 1986 · 1987 · 1988 · 1989 · 1990 · 1991 · 1992 · 1993 · 1994 · 1995 · 1996-1997 · 1998 · 1999 · 2000 · 2001 · 2002 · 2003 · 2004 · 2005 · 2006 · 2007 · 2008 · 2009 · 2010 · 2011 · 2012 · 2013 · 2014 · 2015 · 2016 · 2017 · 2018 · 2019 · 2020 · 2021 · 2022 · 2023 · 2024 · 2025
Albanië · Australië · Azerbeidzjan · België · Bulgarije · Cyprus · Denemarken · Duitsland · Estland · Finland · Frankrijk · Georgië · Griekenland · Ierland · IJsland · Israël · Italië · Kroatië · Letland · Litouwen · Malta · Moldavië · Nederland · Noord-Macedonië · Noorwegen · Oekraïne · Oostenrijk · Polen · Portugal · Roemenië · Rusland · San Marino · Servië · Slovenië · Spanje · Tsjechië · Verenigd Koninkrijk · Zweden · Zwitserland